# Freden i Åbo
Freden i Åbo gjorde slut på Hattarnas ryska krig och Lilla ofreden, preliminärt 16 juni och definitivt 7 augusti 1743.
Ryska styrkor hade då ockuperat största delen av Finland och den ryska fältmarskalken Ivan Trubetskoj och statsrådet Aleksej Bestuzjev-Rjumin yrkade på uti possidetis, det vill säga att länderna skulle tilldelas de territorium de besatt vid vapenstilleståndet. Ryska förhandlare var Aleksandr Ivanovitj Rumjantsev och Johann Ludwig Luberas von Pott. Den svenske förhandlaren friherre (sedermera greve) Herman Cedercreutz hade emellertid tidigare varit stationerad som diplomat i Sankt Petersburg och stod högt i gunst hos Elisabet I. Han förhandlade, med benäget understöd av Elisabet, fram att Sverige skulle få behålla det mesta väster om Kymmene älv. Till Ryssland övergick södra Karelen och städerna Villmanstrand, Fredrikshamn och Nyslott, med fästningen Olofsborg. (Viborgs slott hade de tillträtt redan vid Freden i Nystad 1721.) Detta under förutsättning att till kronprins i Sverige skulle utses Adolf Fredrik av Holstein-Gottorp, ett furstehus som Elisabet förhöll sig välvilligt till.
Elisabet I försäkrade att invånarna i de avträdda områdena skulle få behålla sin religion, sina egendomar, eventuella adelsprivilegier samt lagar och förordningar, vilket betydde att 1734 års lag skulle tillämpas.
Cedercreutz var under de närmast följande åren åter i Sankt Petersburg som ambassadör, och slöt där 1745 års förbundstraktat mellan Sverige och Ryssland, som avtalade om stöd vid händelse av angrepp från tredje makt och om vissa finansiella bidrag.